# Antares
Sao Antares, định danh là Alpha Scorpii A, còn được gọi là sao Tâm Tú Nhị (心宿二), tên gốc tiếng Ả Rập là Ķalb al Άķrab nghĩa là "trái tim của bọ cạp", là ngôi sao sáng nhất trong chòm sao Thiên Yết và là thiên thể sáng thứ 16 quan sát được từ Trái Đất. Sao này nằm cách chúng ta khoảng 520 năm ánh sáng và nằm trong dải Ngân Hà.

## Hệ thống sao

### Antares A

So sánh kích cỡ Antares (sao Tâm Tú Nhị), Acturus (sao Đại Giác) và Mặt Trời

Antares A (Tâm Tú Nhị A) là một ngôi sao khổng lồ đỏ, nên nó không được đặc cho lắm, khối lượng của nó chỉ lớn hơn Mặt Trời chúng ta khoảng 15 lần, nhưng kích thước của nó lớn hơn Mặt Trời tới 883 lần, nghĩa nếu nó đặt thế chỗ Mặt Trời, thì nó sẽ nhấn chìm Sao Thuỷ, Sao Kim, Trái Đất, Sao Hoả.
Antares A là một sao khổng lồ đỏ đã đến giai đoạn cuối đời. Nó sẽ phát nổ vào khoảng 1 đến 1,4 triệu năm nữa. Trong vài tháng, siêu tân tinh Antares có thể sáng như trăng tròn và có thể nhìn thấy vào ban ngày.

### Antares B

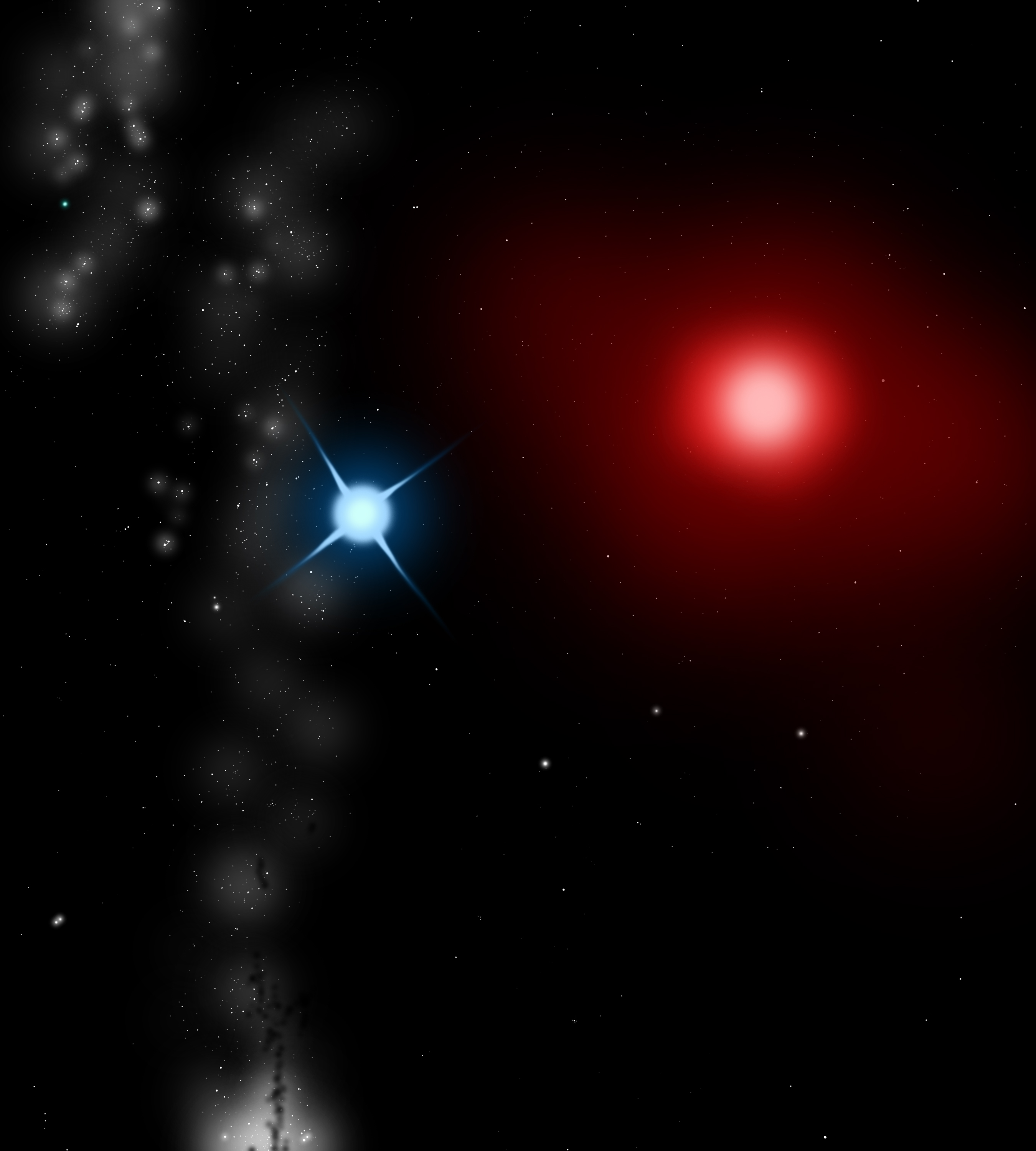
Hệ sao Antares

Antares B (Tâm Tú Nhị B) là một sao dãy chính loại B, nó cũng có nhiều vạch quang phổ bất thường cho thấy nó đã bị ô nhiễm bởi vật chất do Antares đẩy ra. Nó có khối lượng gấp 7,5 lần Mặt Trời và bán kính gấp 5,2 lần Mặt Trời. Nó rất khó nhìn bởi kính thiên văn do bị ánh sáng của Antares A che mất.